# Communauté de communes du Pays de Lourdes
Die Communauté de communes du Pays de Lourdes ist ein ehemaliger französischer Gemeindeverband mit der Rechtsform einer Communauté de communes im Département Hautes-Pyrénées in der Region Okzitanien. Sie wurde am 1. Januar 2014 gegründet und umfasste 18 Gemeinden. Der Verwaltungssitz befand sich im Wallfahrtsort Lourdes.

## Historische Entwicklung
Der ursprünglich bereits 2002 unter gleichem Namen gegründete Gemeindeverband wurde 2014 durch Hinzunahme weiterer Gemeinden neu gegründet.
Mit Wirkung vom 1. Januar 2017 fusionierte der Gemeindeverband mit
- Communauté d’agglomération du Grand Tarbes,
- Communauté de communes du Canton d’Ossun,
- Communauté de communes Bigorre-Adour-Échez,
- Communauté de communes du Montaigu,
- Communauté de communes Batsurguère sowie
- Communauté de communes Gespe Adour Alaric

und bildete so die Nachfolgeorganisation Communauté d’agglomération Tarbes-Lourdes-Pyrénées.

## Ehemalige Mitgliedsgemeinden
1. Adé
2. Les Angles
3. Arcizac-ez-Angles
4. Artigues
5. Barlest
6. Bartrès
7. Bourréac
8. Escoubès-Pouts
9. Jarret
10. Julos
11. Lézignan
12. Loubajac
13. Lourdes
14. Paréac
15. Peyrouse
16. Poueyferré
17. Saint-Pé-de-Bigorre
18. Sère-Lanso